# Batalha da Ponte de Vrbanja
A Batalha da Ponte de Vrbanja (sh, wer-bahn-yah) foi um confronto armado que ocorreu em 27 de maio de 1995, entre forças de paz das Nações Unidas (ONU) do Exército Francês e elementos do Exército Sérvio da Bósnia da República Srpska (VRS). Os combates ocorreram na ponte de Vrbanja, na travessia do rio Miljacka, em Sarajevo, na Bósnia e Herzegovina, durante a Guerra da Bósnia. O VRS tomou os postos de observação da Força de Proteção das Nações Unidas (UNPROFOR), operados por franceses, em ambas as extremidades da ponte, fazendo reféns 12 soldados franceses de manutenção da paz. Dez foram levados e dois foram mantidos na ponte como escudos humanos.
Um pelotão de 30 soldados de paz franceses liderados pelo Capitão François Lecointre recapturou a ponte com o apoio de 70 soldados de infantaria franceses e fogo direto de veículos blindados. Durante o ataque francês, elementos do Exército da República da Bósnia e Herzegovina (ARBiH) abriram fogo contra os postos de observação mantidos pelo VRS por iniciativa própria, ferindo acidentalmente um refém francês. Dois soldados franceses foram mortos durante a batalha e 17 ficaram feridos. As baixas do VRS foram quatro mortos, vários feridos e quatro capturados. Após a batalha, observou-se que as forças do VRS estavam menos propensas a enfrentar as forças de paz francesas da ONU posicionadas na cidade. Em 2017, Lecointre, então general de exército, foi nomeado Chefe do Estado-Maior das Forças Armadas (CEMA) da França.

## Antecedentes
A Ponte de Vrbanja estava localizada na terra de ninguém entre o sitiado Exército da República da Bósnia e Herzegovina (Armija Republike Bosne i Hercegovine, ARBiH) e o circundante exército da Republika Srpska (Vojska Republike Srpske, VRS) durante o cerco de Sarajevo na Bósnia e Herzegovina em 1992-1996. Era cercado por edifícios altos, o que o tornou alvo de fogo de atiradores de elite desde o início da Guerra da Bósnia.   Em 5 de abril de 1992, manifestantes foram baleados na ponte pela polícia armada sérvia da Bósnia. Duas mulheres, Suada Dilberović e Olga Sučić, morreram como resultado e são consideradas por muitos como as primeiras vítimas da guerra.
Em março de 1995, enquanto a Organização do Tratado do Atlântico Norte (OTAN) planejava uma nova estratégia em apoio às operações de manutenção da paz das Nações Unidas (ONU) na Bósnia e Herzegovina, um cessar-fogo mediado pelo ex-presidente dos Estados Unidos, Jimmy Carter, entre o ARBiH e o VRS expirou e os combates recomeçaram. À medida que a luta se ampliava gradualmente, o ARBiH lançou uma ofensiva em larga escala ao redor de Sarajevo. Em resposta, o VRS apreendeu armas pesadas de um depósito guardado pela ONU e começou a bombardear alvos ao redor da cidade,  levando o Comandante do Comando da Bósnia e Herzegovina, o tenente-general britânico Rupert Smith, a solicitar ataques aéreos da OTAN contra o VRS. A NATO respondeu em 25 e 26 de Maio de 1995 bombardeando um depósito de munições VRS na capital sérvia da Bósnia, Pale.   A missão foi realizada por caças F-16 da Força Aérea dos Estados Unidos e EF-18A Hornet da Força Aérea Espanhola, armados com bombas guiadas a laser.  O VRS capturou então 377 reféns da Força de Proteção das Nações Unidas (UNPROFOR) e utilizou-os como escudos humanos para uma variedade de potenciais alvos de ataques aéreos da NATO na Bósnia e Herzegovina, forçando-a a pôr fim às operações aéreas contra o VRS.  Dos reféns da ONU feitos pelos sérvios da Bósnia, 92 eram franceses. 

## Batalha

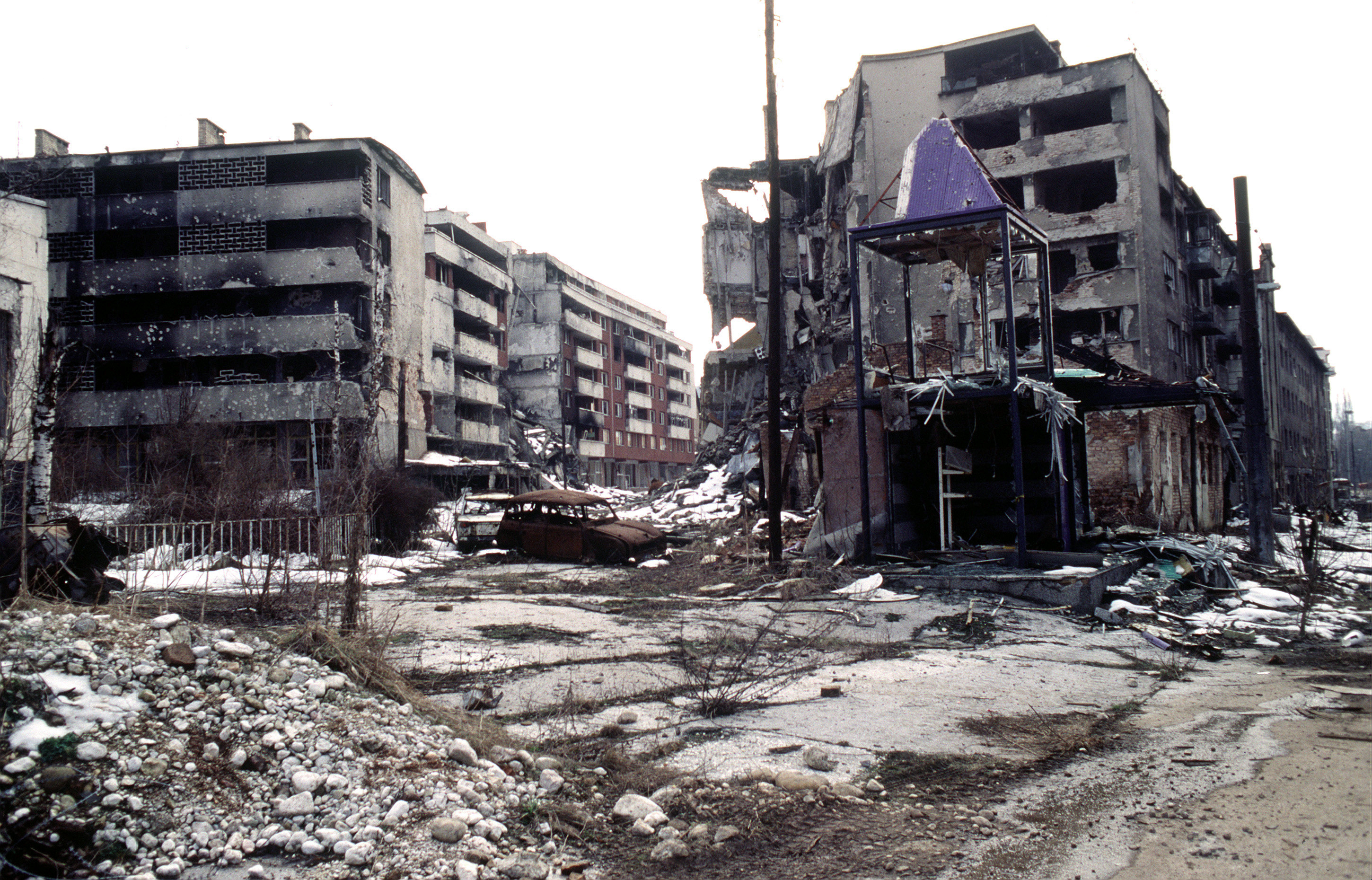
O subúrbio de Grbavica, em Sarajevo, danificado pela batalha, perto da ponte de Vrbanja sobre o rio Miljacka.

### Ataque do VRS
Em 27 de maio de 1995, às 04h30, soldados do VRS se passando por tropas francesas capturaram os postos de observação da ONU em ambas as extremidades da Ponte de Vrbanja sem disparar um tiro. Eles usavam uniformes, coletes à prova de balas, capacetes e armas pessoais franceses e conduziam um veículo blindado de transporte de pessoal francês – todos capturados das tropas da ONU detidas fora da cidade.   Os sérvios desarmaram os doze soldados franceses da força de paz na ponte sob a mira de armas. Dez foram levados e dois reféns permaneceram na ponte como escudos humanos.  De acordo com o Coronel Erik Sandahl, comandante do 4º Batalhão Francês (FREBAT4), que na época era guarnecido pelo 3º Regimento de Infantaria de Marinha (3º RIMa), "quando os sérvios tomaram nossos soldados sob seu controle por meio de ameaças, por truques sujos, eles começaram a agir como terroristas, vocês não podem apoiar isso. Vocês devem reagir. Chega o momento em que vocês têm que parar com isso. Ponto final. E nós o fizemos." 

### Reação francesa
A primeira evidência que as tropas francesas da ONU receberam de que algo estava errado na Ponte de Vrbanja foi o silêncio de rádio do posto francês. Por volta das 05:20, o comandante da companhia, Capitão François Lecointre, não conseguindo fazer contato por rádio com os postos, dirigiu-se à ponte para descobrir o que estava acontecendo.  Ele foi recebido por um sentinela sérvio em uniforme francês que tentou prendê-lo. Lecointre deu uma rápida volta e dirigiu-se ao estádio Skenderija, sede da FREBAT4.  Quando a notícia da tomada da ponte chegou ao recém-eleito presidente francês, Jacques Chirac, ele contornou a cadeia de comando da ONU e ordenou um ataque para retomar a ponte dos sérvios-bósnios. 
O comando francês na Bósnia-Herzegovina respondeu enviando um pelotão de 30 soldados do FREBAT4 para recapturar a extremidade norte da ponte, apoiados por outros 70 soldados de infantaria franceses, seis tanques leves ERC 90 Sagaie e vários transportes VAB. A força de assalto foi liderada por Lecointre, que se aproximou da extremidade norte da ponte seguindo a rota usual dos comboios da ONU. Quatorze soldados do VRS estavam no posto no momento do ataque.  Com as baionetas caladas,  os fuzileiros navais franceses sobrepujaram um bunker mantido pelo VRS, ao custo da vida de um francês, o Soldado Jacky Humblot. O assalto foi apoiado por fogo direto de 90mm dos tanques leves e fogo pesado de metralhadoras. O VRS respondeu com morteiros e fogo de canhões antiaéreos. O segundo soldado francês a morrer na batalha, o Soldado Marcel Amaru, foi morto por um sniper enquanto apoiava o ataque no cemitério judaico de Sarajevo. Dezassete soldados franceses ficaram feridos no confronto,   enquanto quatro soldados do VRS foram mortos, vários outros ficaram feridos e quatro foram feitos prisioneiros.  
Atiradores de elite do ARBiH se juntaram à luta por iniciativa própria, atirando e ferindo acidentalmente um refém francês. Após a conclusão do tiroteio de 32 minutos, o VRS permaneceu no controle da extremidade sul da ponte, enquanto os franceses ocuparam a extremidade norte.  O VRS então obteve uma trégua para recuperar seus mortos e feridos, sob a ameaça de matar os reféns franceses. O soldado francês ferido foi imediatamente liberado e evacuado para um hospital da ONU. O VRS acabou desistindo e abandonou a extremidade sul da ponte. O segundo soldado francês mantido como refém na ponte, um cabo, conseguiu escapar. Os soldados do VRS capturados na ação foram tratados como prisioneiros de guerra e detidos numa instalação da UNPROFOR.    

## Consequências

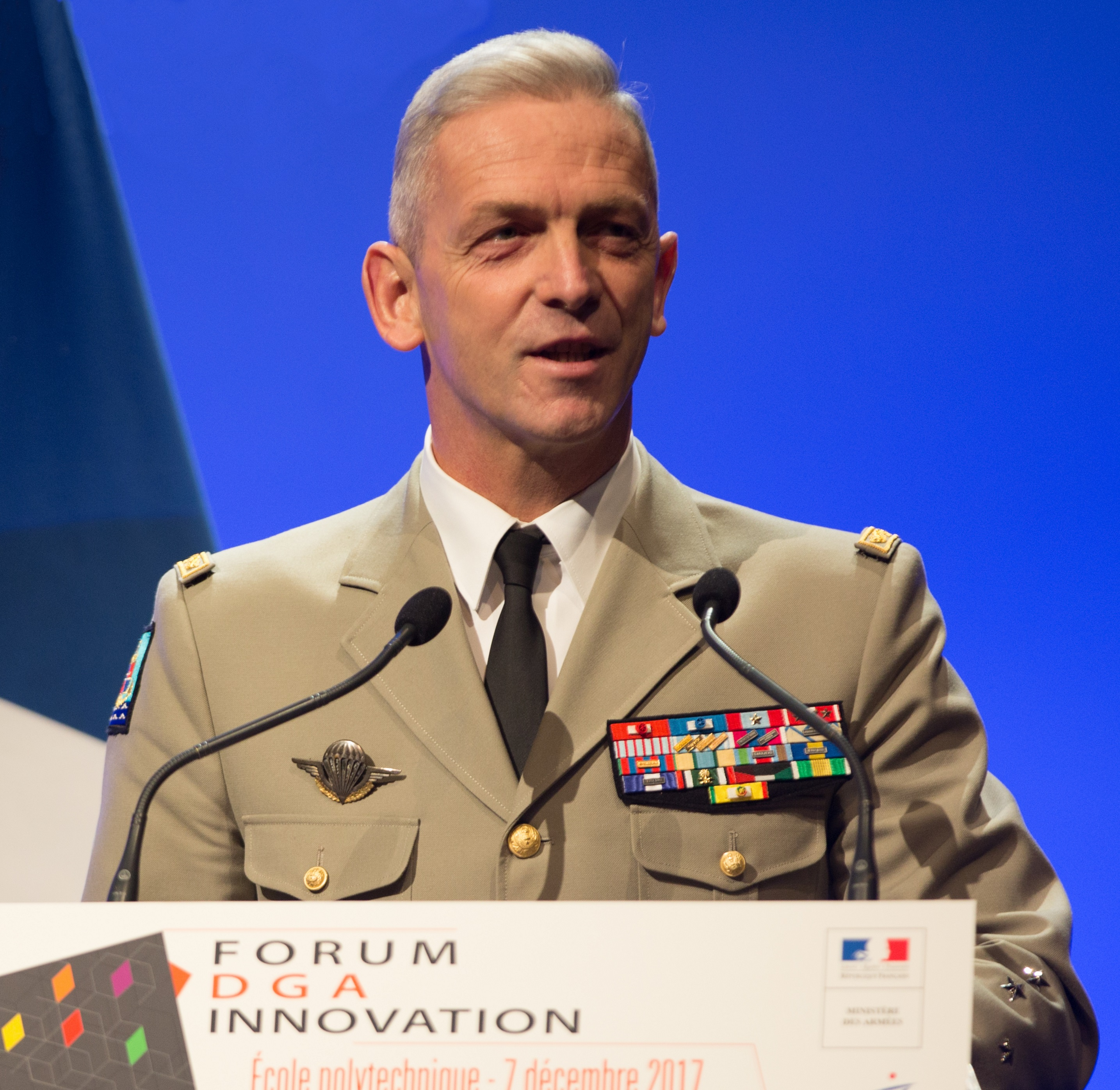
O General François Lecointre, que liderou as tropas francesas durante a batalha, discursando em um evento na École Polytechnique em Palaiseau, em 2017.

Diante da crise contínua dos reféns, Smith e outros comandantes importantes da ONU começaram a mudar de estratégia. A ONU começou a redistribuir as suas forças para locais mais defensáveis, de modo a que fossem mais difíceis de atacar e de tomar como reféns.  Em 16 de junho de 1995, a Resolução 998 do Conselho de Segurança das Nações Unidas foi aprovada, estabelecendo uma Força de Reação Rápida da ONU (em inglês:  UN Rapid Reaction Force, UN RRF) britânica-franco-holandesa, sob a direção de Smith. Autorizada com uma força de 12.500 soldados, a UN RRF era uma formação fortemente armada com regras de engajamento mais agressivas, concebida para tomar medidas ofensivas, se necessário, para evitar a tomada de reféns e fazer cumprir os acordos de paz.   Os reféns da ONU remanescentes, tomados por todo o país, foram libertados dois dias depois,  tal como os quatro membros do VRS capturados na Ponte de Vrbanja. 
Com o desdobramento da UN RRF em junho e julho, ficou claro que a ONU estava caminhando para uma postura de imposição da paz em vez de manutenção da paz. Os britânicos enviaram artilharia e uma brigada aeromóvel, incluindo helicópteros de ataque, e a força não pintou seus veículos de branco nem usou capacetes azuis, como era comum em missões da ONU. Em 1º de agosto, após a queda das Zonas de Segurança das Nações Unidas (UNSA) de Srebrenica e Žepa para o VRS, altos oficiais britânicos, franceses e norte-americanos avisaram o comandante do VRS, o General Ratko Mladić, que quaisquer novos ataques às UNSA resultariam na utilização de força "desproporcional" e "esmagadora" pela OTAN e pela ONU. 
De acordo com os principais oficiais franceses envolvidos na batalha, a ação na Ponte de Vrbanja mostrou ao VRS que a atitude da UNPROFOR havia mudado. Após a batalha, observou-se que as forças do VRS estavam menos propensas a enfrentar as forças de paz francesas da ONU posicionadas na cidade. O Tenente-Coronel Erik Roussel, um oficial da FREBAT4 que participou da operação, disse mais tarde que "desde o incidente, os sérvios estão estranhamente quietos em relação a nós".  As ações de Chirac não foram apoiadas por todo o seu governo, e o chefe do Estado-Maior das Forças Armadas, o Almirante Jacques Lanxade, ameaçou demitir-se. Lanxade foi apoiado pelo primeiro-ministro francês Alain Juppé e pelo ministro da Defesa Charles Millon, mas foram rejeitados por Chirac. 
Em 30 de agosto, no início da Operação Força Deliberada da OTAN, com a campanha combinada aérea e terrestre contra o VRS, a UN RRF disparou 600 tiros de artilharia contra posições de artilharia do VRS ao redor de Sarajevo. A UN RRF desempenhou um papel importante no fim do cerco e em forçar os sérvios-bósnios a sentarem-se à mesa de negociações mais tarde naquele ano.  Em 20 de dezembro de 1995, a UNPROFOR foi substituída pela Força de Implementação da NATO, após a negociação bem-sucedida do Acordo de Dayton.  Um memorial aos soldados franceses mortos em ação foi inaugurado em 5 de abril de 1996, junto com uma placa em homenagem a Dilberović e Sučić.  Naquele dia, a ponte foi renomeada para Ponte Suada Dilberović;  em 1999 foi renomeada para Ponte Suada e Olga (Most Suade i Olge) em memória de ambas as mulheres.  Em 2017, Lecointre, que se tornou famoso pelo assalto à baioneta na ponte e agora é general de exército, foi nomeado Chefe do Estado-Maior das Forças Armadas (CEMA). 
A opinião pública positiva na França sobre a manutenção da paz francesa na Guerra da Bósnia permaneceu ligeiramente acima da média dos países europeus durante toda a missão, com a maioria da população francesa fortemente a favor da intervenção militar. Isto foi eventualmente acompanhado pela política francesa, que tinha partido de uma posição que depreciava o uso da força. 

### Livros
- Beale, Michael (1997). Bombs over Bosnia: The Role of Airpower in Bosnia-Herzegovina. Montgomery, Alabama: Air University Press. OCLC 946114396
- Bucknam, Mark (2003). Responsibility of Command. Montgomery, Alabama: Air University Press. ISBN 978-1-58566-115-2
- Burg, Steven L.; Shoup, Paul S. (1999). The War in Bosnia-Herzegovina: Ethnic Conflict and International Intervention. Armonk, New York: M.E. Sharpe. ISBN 978-0-7656-3189-3
- Central Intelligence Agency, US Government (2002). Balkan Battlegrounds: A Military History of the Yugoslav Conflict, Volume 2. Durham, North Carolina: Central Intelligence Agency, Office of Russian and European Analysis. ISBN 978-0-8223-2126-2 Verifique o valor de |url-access=registration (ajuda)
- Corwin, Phillip (1999). Dubious Mandate: A Memoir of the UN in Bosnia, Summer 1995. Durham, North Carolina: Duke University Press. ISBN 978-0-8223-2126-2 Verifique o valor de |url-access=registration (ajuda)
- Lasserre, I. (2019). Le réveil des armées (em francês). [S.l.]: JC Lattès. ISBN 978-2-7096-6232-1. Consultado em 24 de setembro de 2021
- Leroux-Martin, Philippe (2014). Diplomatic Counterinsurgency: Lessons from Bosnia and Herzegovina. Cambridge: Cambridge University Press. ISBN 978-1-107-02003-0
- Lowe, Vaughan; Roberts, Adam; Welsh, Jennifer; Zaum, Dominik (2010). The United Nations Security Council and War: The Evolution of Thought and Practice since 1945. Oxford: Oxford University Press. ISBN 978-0-19-161493-4
- Maksić, Adis (2017). Ethnic Mobilization, Violence, and the Politics of Affect: The Serb Democratic Party and the Bosnian War. Sarajevo, Bosnia and Herzegovina: Springer. ISBN 978-3-319-48293-4
- Morrison, Kenneth; Lowe, Paul (2021). Reporting the Siege of Sarajevo. [S.l.]: Bloomsbury Publishing. ISBN 9781350081789
- Panon, X. (2012). Chirac – Le président aux cinq visages (em francês). [S.l.]: L'Archipel. ISBN 978-2-8098-0669-4. Consultado em 24 de setembro de 2021
- Rathbun, Brian C. (2018). Partisan Interventions: European Party Politics and Peace Enforcement in the Balkans. Ithaca, New York: Cornell University Press. ISBN 978-1-5017-2962-1
- Ripley, Tim (2001). Conflict in the Balkans, 1991–2000. Oxford: Osprey Publishing. ISBN 978-1-84176-290-6
- Schmidt, Bettina; Schröder, Ingo (2001). Anthropology of Violence and Conflict. London: Routledge. ISBN 978-0-415-22905-0
- Shiraev, Eric (2002). International Public Opinion and the Bosnia Crisis. Lanham, Maryland: Lexington Books. ISBN 978-0-7391-0480-4
- Sloan, Elinor Camille (1998). Bosnia and the New Collective Security. Westport, Connecticut: Greenwood Publishing Group. ISBN 978-0-275-96165-7